# 壤塘滇紫草
壤塘滇紫草（学名：Onosma strigosum）为紫草科滇紫草属的植物，为中国的特有植物。分布于中国大陆的四川等地，生长于海拔2,300米至3,400米的地区，常生长在山坡路边，目前尚未由人工引种栽培。

## 异名
- Onosma strigosum Y. L. Liu